# Élections à l'Assemblée d'Estrémadure de 2003
Les élections à l'Assemblée d'Estrémadure de 2003 (en espagnol : Elecciones a la Asamblea de Extremadura de 2003) se sont tenues le dimanche 25 mai 2003, afin d'élire les soixante-cinq députés de la sixième législature de l'Assemblée d'Estrémadure.
Le scrutin voit la victoire de la coalition Parti socialiste ouvrier espagnol-Progressistes (PSOE-Prog.), qui remporte la majorité absolue des voix et des sièges.

## Contexte
Depuis la mort de Francisco Franco et l'avènement de la transition démocratique, l'Estrémadure s'affirme comme une terre dominée par le PSOE, jusqu'à la percée du Parti populaire (PP) entre 1994 et 1995.
À l'occasion des élections autonomiques du 13 juin 1999, le PSOE – en coalition avec le Parti démocratique de la nouvelle gauche – s'impose avec 49 % des suffrages exprimés, ce qui lui permet de retrouver la majorité absolue à l'Assemblée avec un total de 34 députés sur 65. Il devance assez nettement le Parti populaire d'Estrémadure (PP-E), conduit par l'ancien président du Sénat Juan Ignacio Barrero, qui confirme sa deuxième position en cumulant 40,5 % des voix, ce qui lui accorde 28 parlementaires. Troisième force parlementaire depuis 1991, la Gauche unie Estrémadure (IUEx) doit se contenter de 6,1 % et seulement 3 sièges. Comme en 1991, les régionalistes sont privés de présence supplémentaire, faute d'avoir franchi le plancher légal.
Le même jour se tiennent les élections municipales, qui confirment le jeu politique régional. Toujours en tête, les socialistes parviennent à rassembler 45,1 %, alors que les conservateurs suivent de plus près, totalisant pour leur part 39,5 % des exprimés. Les écosocialistes valident quant à eux leur troisième position avec 7,7 % sur le territoire de la communauté autonome. Bien que deuxième, le PP s'installe au pouvoir dans six des sept villes qui comptent plus de 25 000 habitants, disposant de la majorité dans cinq d'entre elles, seule Almendralejo faisant exception de ce point de vue. La dernière commune, Villanueva de la Serena revient aux Socialistes indépendants d'Estrémadure (SIEX), scission du PSOE, parti vainqueur mais privé de gouvernement par une alliance de circonstance entre le PP et IU en faveur des SIEX.
Enfin, le 13 juin 1999 ont également lieu les élections au Parlement européen. Là encore le PSOE vire en tête avec 47,1 %, mais il est talonné par le PP qui monte à 43 %. IU est de nouveau troisième avec un total de 6,2 %, tandis que les régionalistes ne parviennent pas à rassembler 2 % des exprimés.
Les élections législatives du 12 mars 2000 vont chambouler le panorama politique. Pour la première fois depuis 1979 et les élections municipales remportées par l'UCD, une force de centre droit arrive en tête dans la communauté autonome. Comptant 47,9 % des voix, le Parti populaire se place à la première place des forces politiques de l'Estrémadure, faisant élire 6 députés sur les 11 à pourvoir. Toujours haut avec 45,2 %, le Parti socialiste doit alors se contenter d'une inédite deuxième place, remportant les 5 mandats parlementaires restants. La Gauche unie, bien qu'elle conserve sa troisième position, doit se contenter de 4,8 % des suffrages exprimés. Au Sénat, les rapports de forces s'inversent donc. Ce sont en effet les conservateurs qui font élire 3 sénateurs dans chaque province, le dernier revenant systématiquement aux socialistes.

## Mode de scrutin

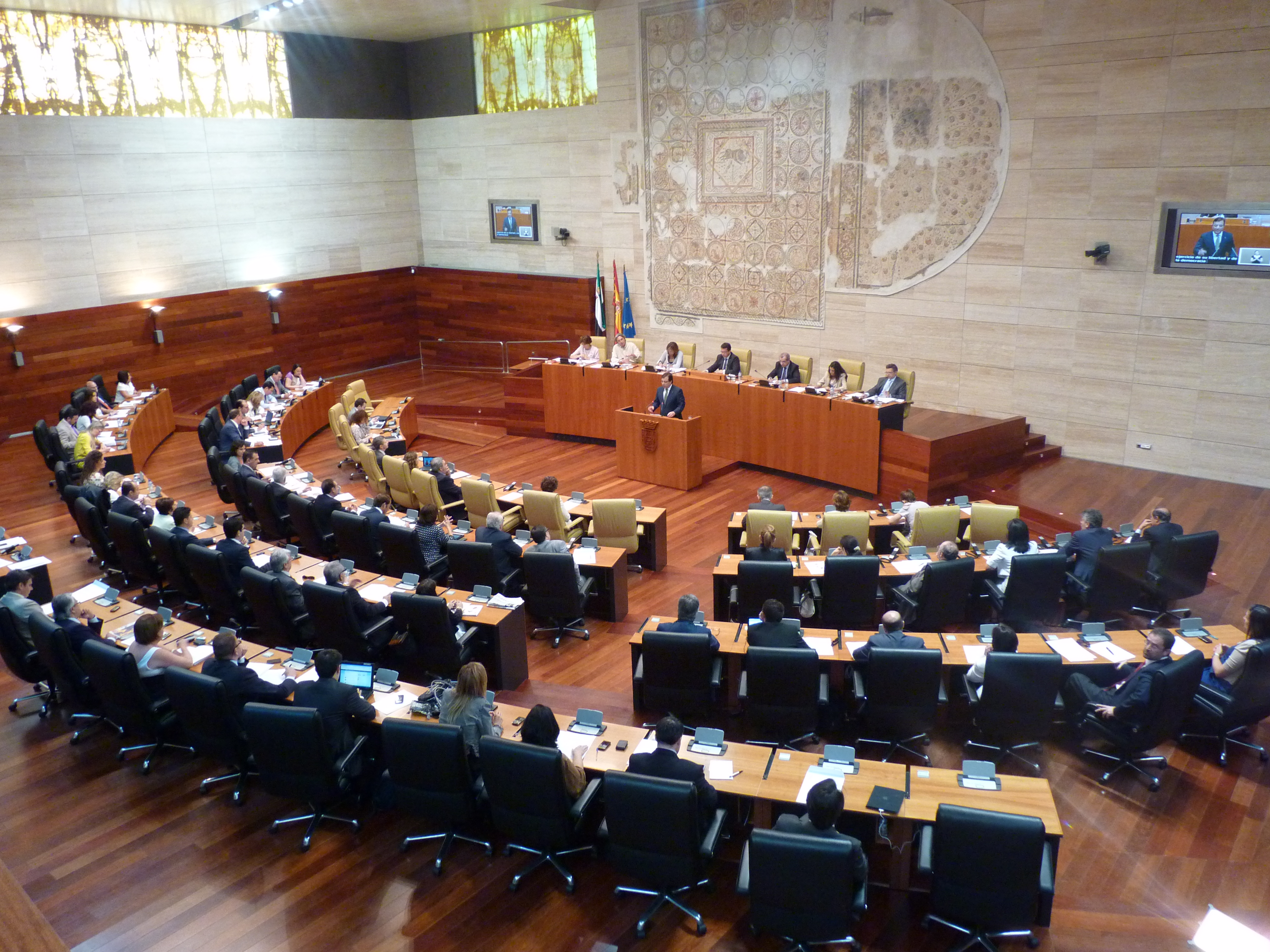
Salle des séances de l'Assemblée.

L'Assemblée d'Estrémadure (en espagnol : Asamblea de Extremadura) se compose de 65 députés, élus pour un mandat de quatre ans au suffrage universel direct, suivant le scrutin proportionnel à la plus forte moyenne d'Hondt.
Chaque province constitue une circonscription, à raison de 35 sièges pour Badajoz et 30 sièges pour Cáceres. Seules les forces politiques – partis, coalitions, indépendants – ayant remporté au moins 5 % des suffrages exprimés au niveau du territoire provincial ou au niveau de la communauté autonome participent à la répartition des sièges.

## Campagne

### Partis et chefs de file
| Force politique | Force politique                                                                                              | Chef de file                 | Idéologie                                                      | Résultats de 1999          |
| --------------- | --- | ---------------------------- | -------------------------------------------------------------- | -------------------------- |
|                 | Parti socialiste ouvrier espagnol-Progressistes Partido Socialista Obrero Español-Progresistas               | Juan Carlos Rodríguez Ibarra | Centre gauche Social-démocratie, progressisme, régionalisme    | 49 % des voix 34 députés   |
|                 | Parti populaire d'Estrémadure Partido Popular de Extremadura                                                 | Carlos Floriano              | Centre droit Conservatisme, démocratie chrétienne              | 40,1 % des voix 28 députés |
|                 | Gauche unie-Socialistes indépendants d'Estrémadure Izquierda Unida-Socialistas Independientes de Extremadura | Manuel Cañada                | Gauche Écosocialisme, communisme, républicanisme, régionalisme | 6,1 % des voix 3 députés   |

## Résultats

### Voix et sièges
|                          |                                                  |         |       |      |        |               |  |  |  |  |  |  |  |  |
| Parti                    | Parti                                            | Voix    | %     | +/-  | Sièges | +/-           |  |  |  |  |  |  |  |  |
|                          | Parti socialiste ouvrier espagnol-Prog. (PSOE-p) | 341 522 | 51,66 | 2,03 | 36     | 2             |  |  |  |  |  |  |  |  |
|                          | Parti populaire (PP)                             | 255 808 | 38,70 | 1,31 | 26     | 2             |  |  |  |  |  |  |  |  |
|                          | Gauche unie-SIEx (IU-SIEx)                       | 41 448  | 6,27  | 0,74 | 3      | en stagnation |  |  |  |  |  |  |  |  |
|                          | Estrémadure unie (EU)                            | 12 171  | 1,84  | 0,17 | 0      | en stagnation |  |  |  |  |  |  |  |  |
|                          | Parti humaniste (PH)                             | 1 082   | 0,16  | Nv.  | 0      | en stagnation |  |  |  |  |  |  |  |  |
|                          | Vote blanc                                       | 9 033   | 1,37  | 0,22 |        |               |  |  |  |  |  |  |  |  |
|                          |                                                  |         |       |      |        |               |  |  |  |  |  |  |  |  |
| Suffrages exprimés       | Suffrages exprimés                               | 661 064 | 99,19 |      |        |               |  |  |  |  |  |  |  |  |
| Votes nuls               | Votes nuls                                       | 5 404   | 0,81  |      |        |               |  |  |  |  |  |  |  |  |
| Total                    | Total                                            | 666 468 | 100   | -    | 65     | en stagnation |  |  |  |  |  |  |  |  |
| Abstention               | Abstention                                       | 214 760 | 24,37 |      |        |               |  |  |  |  |  |  |  |  |
| Inscrits / participation | Inscrits / participation                         | 881 228 | 75,63 |      |        |               |  |  |  |  |  |  |  |  |

#### Par circonscription
| Circonscription | Circonscription | Badajoz | Badajoz | Badajoz | Badajoz       | Cáceres | Cáceres | Cáceres | Cáceres       |
| --------------- | --------------- | ------- | ------- | ------- | ------------- | ------- | ------- | ------- | ------------- |
|                 |                 |         |         |         |               |         |         |         |               |
| Sièges          | Sièges          | 35      | 35      | 35      | en stagnation | 30      | 30      | 30      | en stagnation |
|                 |                 |         |         |         |               |         |         |         |               |
|                 |                 | Nombre  | Nombre  | %       | %             | Nombre  | Nombre  | %       | %             |
| Inscrits        | Inscrits        | 535 941 | 535 941 | 100,00  | 100,00        | 345 287 | 345 287 | 100,00  | 100,00        |
| Abstentions     | Abstentions     | 133 556 | 133 556 | 24,92   | 24,92         | 81 204  | 81 204  | 23,52   | 23,52         |
| Votants         | Votants         | 402 385 | 402 385 | 75,08   | 75,08         | 264 083 | 264 083 | 76,48   | 76,48         |
| Nuls            | Nuls            | 3 086   | 3 086   | 0,77    | 0,77          | 2 318   | 2 318   | 0,88    | 0,88          |
| Exprimés        | Exprimés        | 399 299 | 399 299 | 99,23   | 99,23         | 261 765 | 261 765 | 99,12   | 99,12         |
|                 |                 |         |         |         |               |         |         |         |               |
| Partis          | Partis          | Voix    | %       | Sièges  | +/−           | Voix    | %       | Sièges  | +/−           |
|                 | PSOE-Reg.       | 213 743 | 53,53   | 20      | 1             | 127 779 | 48,81   | 16      | 1             |
|                 | PP              | 148 417 | 37,17   | 13      | 2             | 107 391 | 41,03   | 13      | en stagnation |
|                 | IU-SIEx         | 27 577  | 6,91    | 2       | en stagnation | 13 871  | 5,30    | 1       | en stagnation |
|                 | Autres          | 4 178   | 1,05    |         |               | 9 075   | 3,47    |         |               |
|                 | Blanc           | 5 384   | 1,35    | 3 649   | 1,39          |         |         |         |               |

### Analyse
Ce scrutin est marqué pour la première fois depuis 1983 par un recul du nombre d'inscrits, qui chute de 4 500 en quatre ans. Parallèlement, 37 100 électeurs supplémentaires prennent le chemin des urnes, ce qui fait remonter le taux de participation près de son record historique, établi en 1995.
Ce surcroît de mobilisation se fait au profit du Parti socialiste ouvrier espagnol, associé aux régionalistes de la Coalition estrémègne. Le PSOE gagne en effet 28 100 bulletins de vote par rapport à 1999, ce qui lui permet de repasser au-dessus du seuil des 50 % des suffrages exprimés, après deux scrutins où il n'avait pas rassemblé la majorité absolue des voix. Il gagne donc deux sièges et conforte sa majorité absolue, retrouvée seulement quatre ans plus tôt. C'est dans la province de Badajoz que les socialistes progressent le plus, augmentant leur résultat de 3,9 points.
Le Parti populaire d'Estrémadure, qui a changé de file après deux scrutins, est encore en régression très légère, de l'ordre de 2 800 bulletins de vote. Par rapport à son score historique de 1995, le recul est donc inférieur à 5 000 voix, mais la nouvelle poussée enregistrée par le PSOE conduit les conservateurs à abandonner deux mandats parlementaires. L'écart entre les deux augmente fortement, passant à plus de 85 000 voix. Bien qu'il ne retrouve pas ses niveaux des années 1980, le différentiel permet aux socialistes de se défaire assez nettement du PP, qui retombe par ailleurs sous les 40 % des exprimés. Quant à la Gauche unie, associée aux Socialistes indépendants d'Estrémadure, le résultat n'est pas plus flagrant puisque la progression enregistrée est infime, de seulement 2 300 suffrages favorables en quatre ans. En conséquence, son groupe parlementaire reste figé à tout juste 3 députés.

### Conséquences
Le 20 juin 2003, le président de l'Assemblée Federico Suárez Hurtado propose à l'investiture des parlementaires le nom de Juan Carlos Rodríguez Ibarra. Le 23 juin, à l'issue d'une journée de débats, il est investi président de la Junte par 36 voix pour, 29 voix contre et aucune abstention. Il est officiellement nommé cinq jours plus tard.